# Linnaemya pentheri
Linnaemya pentheri är en tvåvingeart som först beskrevs av Bischop 1906.  Linnaemya pentheri ingår i släktet Linnaemya och familjen parasitflugor. Inga underarter finns listade i Catalogue of Life.